# 게임 워크숍
게임 워크숍(Games Workshop)은 영국의 게임 관련 제품의 제작 · 유통 회사이다. 모형을 이용한 전쟁 시뮬레이션 게임의 점유율은 세계 최고 수준이다.

## 모형을 이용한 게임
게임 워크숍은 시타델 미니어처스라는 독립 법인을 통해 미니 피규어를 생산하고 있던 한편, 게임 워크숍 자체는 소매업을 중심으로 활동하고 있었다. 게임 워크숍이 타사 제품의 소매를 시작한 이래 시타델과 게임 워크샵의 차이는 작아지고, 결국 시타델은 게임 워크샵과 합병했다.

## 미니어처 게임
- 워해머 40,000 (제9판, 2020년)

## 비디오 게임
- 워해머 40,000: 돈 오브 워
  - 워해머 40,000: 돈 오브 워: 윈터 어설트
  - 워해머 40,000: 돈 오브 워: 다크 크루세이드
  - 워해머 40,000: 돈 오브 워: 소울스톰
- 워해머 40,000: 돈 오브 워 2
  - 워해머 40,000: 돈 오브 워 2: 카오스 라이징
  - 워해머 40,000: 돈 오브 워 2: 레트리뷰션
- 스페이스 헐크: 데스윙